# Ptychadena uzungwensis
Ptychadena uzungwensis là một loài ếch trong họ Ptychadenidae.
Nó được tìm thấy ở Angola, Burundi, Cộng hòa Dân chủ Congo, Malawi, Mozambique, Rwanda, Nam Phi, Tanzania, Zambia, và Zimbabwe.
Các môi trường sống tự nhiên của chúng là đồng cỏ nhiệt đới hoặc cận nhiệt đới vùng ngập nước hoặc lụt theo mùa, đồng cỏ nhiệt đới hoặc cận nhiệt đới vùng đất cao, đầm nước, đầm nước ngọt, và đầm nước ngọt có nước theo mùa.